# Церковь Константина и Елены (Таганрог)
Церковь Святых царей Константина и Елены — памятник архитектуры раннего классицизма, располагавшийся на Греческой улице Таганрога с 1782 по 1938 годы. После сноса церкви на её месте выстроен пятиэтажный многоквартирный дом (№ 54).

## История церкви
В последней четверти XVIII века Таганрог массово заселялся греками. В связи с этим возникла потребность устроения их духовного окормления. Поскольку новоиспеченные таганрожцы греческого происхождения по большей части не знали русского, по их просьбе в 1770-х годах из Константинополя в город был прислан греческий иеромонах Герасим (Белут), которому разрешили совершать службы в Михаило-Архангельской церкви на греческом языке поочередно с русскими священниками. Во время посещения Таганрога архиепископом Славянским Евгением владыка назначил по просьбе греков нового пастыря — иеромонаха Епифания — и посоветовал построить собственный храм. Греческая община вняла совету и в 1780 году избранные члены греческой общины обратились к владыке Славянскому Никифору о разрешении построить храм во имя равноапостольных царей Константина и Елены с правом совершать богослужение на греческом языке. Для строительства к тому времени был избран комитет, собрана тысяча рублей, приготовлен материал, а для обеспечения причта — установлен особый сбор с весов и мер. К 1781 году с разрешения епархиального начальства постройка деревянной церкви была начата, а в следующем году окончена.
13 марта 1782 года храм был освящён проживавшим в Таганроге на покое епископом Зарнатским Неофитом.
В 1855 году, в ходе Крымской войны, при появлении на таганрогском рейде английской эскадры храм незначительно пострадал. Высадившийся 3 июня на берегу напротив церкви десант из трехсот английских моряков, цепляясь за растения крутого склона, попытался подняться наверх. В церковной ограде, под прикрытием кустарников и деревьев, притаилась рота солдат под командованием отставного подполковника П. М. Македонского, которая в самый последний момент встретила неприятельский отряд и штыковой атакой сбросила его вниз.

## Церковные служители

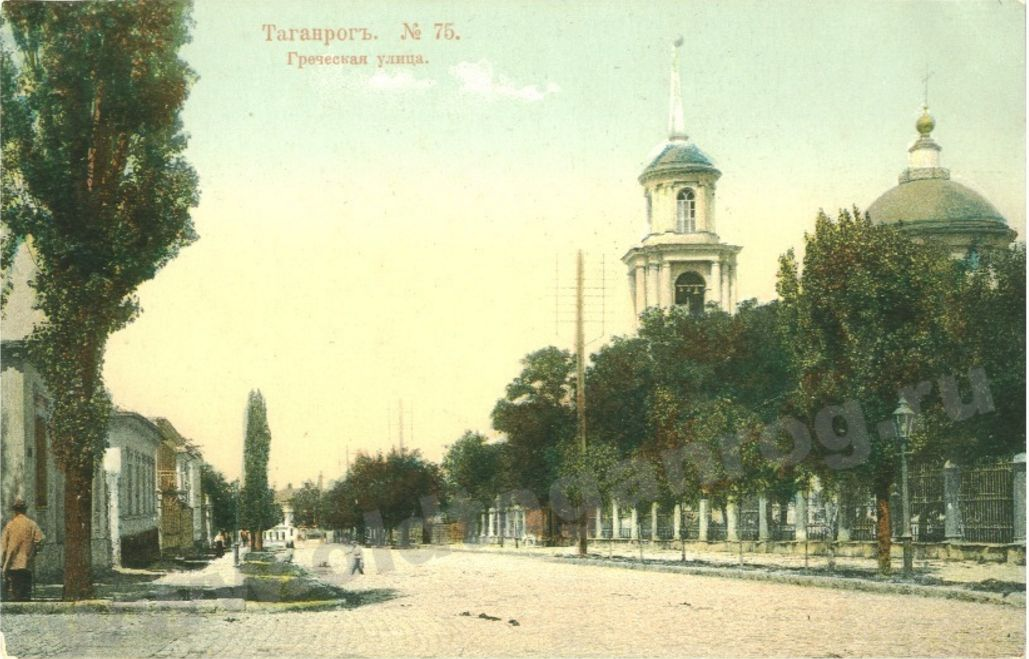
Церковь Святых царей Константина и Елены. XIX век

Священнослужители в Цареконстантиновской церкви преимущественно были люди греческого происхождения. Долгое время жившие в Таганроге, они стали хорошо говорить по-русски и одна и та же служба постепенно стала вестись поочередно на двух языках, что было утомительно для прихожан. Особенно это наблюдалось в конце тридцатых годов нашего века, когда церкви стали закрывать и количество русских, посещающих Греческую церковь, увеличилось.
Протоиерей Николай Константинович Бояров прослужил в Цареконстантиновской церкви более 30 лет. Умер в 1830 году в возрасте семидесяти пяти лет, оставив многочисленное потомство, и был похоронен в ограде храма. Федор Эммануилович Анастасов прослужил недолго, восемь лет. Умер от апоплексического удара, когда ему исполнилось 53 года. Службу в церкви, в которой он прослужил более двадцати пяти лет, священник Лафаки Георгий Николаевич совмещал с работой учителем в третьем и четвёртом Владимирских училищах, во втором женском Петровском, также он заведовал церковно-приходской школой при греческой церкви. Матвей Иванович Попандопуло начал службу в 1893 году, впоследствии стал настоятелем. Преподавал Закон Божий во втором частном греческом училище. Дьякон Анастасий Стоматьевич Ласкаратос прослужил в церкви с 1899 года до её закрытия.
В 1938 году вся община была арестована и посажена в ГПУ. Скромный, все время болеющий дьякон Анастасий был среди них.

## Разрушение
При установлении советской власти из Цареконстантиновской церкви изъяли многие ценностиː серебряные ризы с иконами — 46 штук, серебряные лампады — 18 штук, семнадцать бриллиантов, шесть алмазов, один изумруд и золотые изделия в количестве 37 золотников.
Шли тридцатые годы и церкви методично, по одной, закрывали. Начали разрушать Петропавловскую и Митрофаниевскую и скопление верующих у оставшихся храмов, особенно в Пасхальные дни, собирало большие толпы людей. «Разные выступления безбожников что-то жалкое, и иногда смешное, — вспоминал Павел Петрович Филевский. — На заводе, кажется 65-м, есть рабочий Васька, он ранее ездил на санитарных бочках, вывозил из отхожих мест. На собрании безбожников перед Пасхой он выступил. Ему поставили табуретку, так как он мал ростом, и сказал следующее: — Товарищи, я человек малограмотный, только подписать фамилию могу, по всей Европе веруют в Бога и даже ученые веруют, но я вам говорю — Бога нет, — и тем кончил». Далее Павел Петрович продолжает: «В Константино-Еленинскую церковь в 1936 году на Пасху я не мог попасть и не только войти, но и дойти до неё. Народ вплотную занимал ограду и прилегающий тротуар. В конце заутрени явились душ 50 комсомольцев, как их называли, стали у входа и не выпускали из церкви, вышел староста и уговаривал их уйти, но они ушли только тогда, когда насладились паникой, которую они произвели. Народ был убежден, что они были подосланы милицией для скандала и издевательства. Я этого не допускаю, обвиняли когда-то полицию, что она устраивала еврейские погромы. Как то, так и другое была ложь. Это просто одичание, которое давно наблюдается в массах».
Цареконстантиновская церковь, по словам Филевского, принадлежала не греческому правительству, а русскому, и с разрешения Екатеринославской епархии могла иметь священника-грека, совершая богослужение на греческом языке. Советская власть считала же её иностранной, оставив неприкосновенной. Сняв колокола в других храмах, здесь их не тронули.
16 июня 1938 года церковь всё-таки закрыли, и 16 сентября, через три месяца, началась её разборка. Долго ещё жители видели полуразрушенную колокольню, пока наконец в 1956 году на её месте не выстроили многоэтажный жилой дом.